# Jean Gaven
Jean Gaven (ur. 16 stycznia 1918 r. w Saint-Rome-de-Cernon, w regionie Midi-Pireneje, w departamencie Aveyron, zm. 5 maja 2014 r. w Paryżu) – francuski aktor filmowy i telewizyjny.

## Wybrana filmografia

### Filmy fabularne
- 1947: Stracone 6 godzin (Six heures à perdre) jako Antoine
- 1952: Było ich pięciu (Ils étaient cinq) jako Marcel, bokser
- 1954: Opętanie (Obsession) jako Alexandre Buisson
- 1955: Babki tworzą prawo (Les Pépées font la loi) jako Frederic Langlet, mąż Christine
- 1955: Na tropie (Sophie et le crime) jako Ernest Sapinaud
- 1956: Prawo ulicy (La Loi des rues) jako Dède La Glace
- 1956: Gdyby wszyscy ludzie dobrej woli (Si tous les gars du monde) jako Jos
- 1956: Czarownice z Salem (Les Sorcieres de Salem) jako Peter Corey
- 1965: Kopciuszek w potrzasku (Piège pour Cendrillon) jako Gabriel
- 1968: Z powodu Alberta (Le Pacha) jako Marc
- 1969: Pasażer w deszczu (Le Passager de la pluie) jako inspektor Toussaint
- 1975: Historia O (Histoire d'O) jako Pierre
- 1977: Madame Claude jako Gustave Lucas
- 1978: Kto wykańcza europejską kuchnię? (Who Is Killing the Great Chefs of Europe?) jako Salpetre
- 1983: Mordercze lato (L'été meurtrier) jako Leballech, właściciel tartaku